# ヘレンド賞
ヘレンド賞（ヘレンドしょう）は、地中海文化研究に関する優れた著作・研究に対して贈られる日本の学術賞。
地中海学会が、若手研究者の奨励のためにヘレンド社及び、ヘレンド日本総代理店星商事株式会社の支援のもと、行っている。

## 受賞者と作品一覧
- 第1回（1995年度） 
  - 杉田英明『日本人の中東発見：逆遠近法のなかの比較文化史』（東京大学出版会）
- 第2回（1996年度）
  - 大月康弘「イスタンブールのギリシア人：ギリシア・トルコ関係の中の少数集団」（『一橋論叢』116巻4号[1]）他
- 第3回（1997年度）
  - 澤井繁男『ユートピアの憂欝：カンパネッラ『太陽の都市』の成立』（海鳴社〈モナド・ブックス〉）他
- 第4回（1998年度）
  - 渡辺道治『古代ローマの記念門』（中央公論美術出版）
- 第5回（1999年度）
  - 石井元章『ヴェネツィアと日本：美術をめぐる交流』（ブリュッケ）
- 第6回（2000年度）
  - 秋山学『教父と古典解釈：予型論の射程』（創文社）
- 第7回（2001年度）
  - 秋山聰『デューラーと名声：芸術家のイメージ形成』（中央公論美術出版）
- 第8回（2002年度）
  - 堀井優『16世紀前半の東地中海世界における貿易秩序とヴェネツィア人：マムルーク体制からオスマン体制へ』（博士論文・東京大学[2]）
- 第9回（2003年度）
  - 京谷啓徳『ボルソ・デステとスキファノイア壁画』（中央公論美術出版）
- 第10回（2004年度）
  - 深見奈緒子『世界のイスラーム建築』（講談社〈講談社現代新書〉）
  - 宮下規久朗『カラヴァッジョ──聖性とヴィジョン』（名古屋大学出版会）
- 第11回（2005年度）
  - 金原由紀子『プラートの美術と聖帯崇拝──都市の象徴としての聖遺物』（中央公論美術出版）
  - 平山東子『ギリシアの陶画家：クレイティアスの研究』（中央公論美術出版）
- 第12回（2006年度）
  - 芳賀京子『ロドス島の古代彫刻』（中央公論美術出版）
- 第13回（2007年度）
  - 飛ヶ谷潤一郎『盛期ルネサンスの古代建築の解釈』（中央公論美術出版）
- 第14回（2008年度）
  - 畑浩一郎  Voyageurs romantiques en Orient. Étude sur la perception de l'autre, (Paris, L'Harmattan)
- 第15回（2009年度）
  - 黒田泰介 Lucca 1838: Trasformazione e riuso dei ruderi degli anfiteatri romani in Italia (Lucca, Maria Pacini Fazzi)
- 第16回（2010年度）
  - 望月典子『ニコラ・プッサン：絵画的比喩を読む』（慶應義塾大学出版会）
- 第17回（2011年度）
  - 桑木野幸司　L'architetto sapiente: giardino, teatro, città come schemi mnemonici tra il XVI e il XVII secolo (Firenze, Olschki)
- 第18回（2012年度）
  - 片山伸也『中世後期シエナにおける都市美の表象』（中央公論美術出版）
- 第19回（2013年度）
  - 藤崎衛『中世教皇庁の成立と展開』（八坂書房）
- 第20回（2014年度）
  - 水野千依『キリストの顔──イメージ人類学序説』（筑摩書房〈筑摩選書〉）
  - 山本成生『聖歌隊の誕生──カンブレー大聖堂の音楽組織』（知泉書館）
- 第21回（2015年度）
  - 奈良澤由美 Les autels chrétiens du sud de la Gaule (Ve-XIIe） 『南ガリアのキリスト教祭壇：5世紀から12世紀まで』（Brepols Publishers n.v., Turnhout, Belgium, 2015.)
- 第22回（2016年度）
  - 安岡義文 Untersuchungen zu den Altägyptischen Säulen als Spiegel der Architekturphilosophie der Ägypter 『古代エジプト人の建築哲学の反映としての古代エジプトの柱の研究』（Backe-Verlag, 2016.）
- 第23回（2017年度）
  - 河村英和 Storia degli alberghi napoletani：Dal Grand Tour alla Belle Époque nell'ospitalità della Napoli《gentile》  『ナポリにおける宿屋・ホテル群の歴史：グランドツアーからベルエポックまでのナポリ流おもてなし』 （CLEAN Edizioni, Napoli, 2017）
- 第24回（2018年度）
  - 樋渡彩 『ヴェネツィアとラグーナ：水の都とテリトーリオの近代化』（鹿島出版会）
- 第25回（2019年度）
  - 伊藤拓真 『ルネサンス期トスカーナのステンドグラス』（中央公論美術出版）
- 第26回（2020年度）
  - 熊倉和歌子 『中世エジプトの土地制度とナイル灌漑』（東京大学出版会）
- 第27回（2021年度）
  - 該当者なし
- 第28回（2022年度）
  - 大西克典 Il progetto di catasto generale nella Toscana del Settecento: una polemica sulla riforma leopoldina　『18世紀トスカーナにおける統一土地台帳編纂計画：レオポルド改革をめぐる論争』（Edizioni di Storia e Letteratura）
- 第29回（2023年度）
  - 桑原夏子『聖母の晩年──中世・ルネサンス期イタリアにおける図像の系譜』（名古屋大学出版会）